# SARM Division No. 1
Die SARM Division No. 1 ist eine Division in der kanadischen Provinz Saskatchewan. Sie ist Teil der Saskatchewan Association of Rural Municipalities (SARM) und befindet sich im Südosten der Provinz. Die Division umfasst 53 Rural Municipalities; verwaltet wird sie von William Huber.
Die Landschaft ist vorwiegend von trockenem Gras- und Prärieland geprägt. Hauptwirtschaftszweige der Division sind Agrarkultur, Stromerzeugung sowie die Gewinnung von Kalisalz, Erdöl, Erdgas und Kohle.

## Rural Municipalities
- RM Argyle No. 1
- RM Mount Pleasant No. 2
- RM Enniskillen No. 3
- RM Coal Fields No. 4
- RM Estevan No. 5
- RM Cambria No. 6
- RM Souris Valley No. 7
- RM Storthoaks No. 31
- RM Reciprocity No. 32
- RM Moose Creek No. 33
- RM Browning No. 34
- RM Benson No. 35
- RM Cymri No. 36
- RM Lomond No. 37
- RM Antler No. 61
- RM Moose Mountain No. 63
- RM Brock No. 64
- RM Tecumseh No. 65
- RM Griffin No. 66
- RM Weyburn No. 67
- RM Maryfield No. 91
- RM Walpole No. 92
- RM Wawken No. 93
- RM Hazelwood No. 94
- RM Golden West No. 95
- RM Fillmore No. 96
- RM Wellington No. 97
- RM Moosomin No. 121
- RM Martin No. 122
- RM Silverwood No. 123
- RM Kingsley No. 124
- RM Chester No. 125
- RM Montmartre No. 126
- RM Francis No. 127
- RM Rocanville No. 151
- RM Spy Hill No. 152
- RM Willowdale No. 153
- RM Elcapo No. 154
- RM Wolseley No. 155
- RM Indian Head No. 156
- RM South Qu'Appelle No. 157
- RM Langenburg No. 181
- RM Fertile Belt No. 181
- RM Grayson No. 184
- RM McLeod No. 185
- RM Abernethy No. 186
- RM North Qu'Appelle No. 187
- RM Churchbridge No. 211
- RM Saltcoats No. 213
- RM Cana No. 214
- RM Stanley No. 215
- RM Tullymet No. 216
- RM Lipton No. 217